# De Amert
De Amert is een bedrijventerrein in de gemeente Meierijstad.
Het bedrijventerrein ligt ten noorden van de Zuid-Willemsvaart, aan de provinciale weg N279 en rijksweg A50, bij afrit 11 (Veghel).
Het terrein is 81 hectare groot (67 ha netto) en kent 111 ondernemingen met 1.761 arbeidsplaatsen. De belangrijkste verschaffers van werkgelegenheid op dit terrein zijn de distributiecentra van Jumbo Supermarkten, gevolgd door het hoofdkantoor van Maison van den Boer, Agrifirm en de bakkercoöperatie Beko. De grootste ruimtegebruikers op het bedrijventerrein zijn Jumbo Supermarkten en Agrifirm.

## Galerij

Bedrijven op de Amert in Veghel
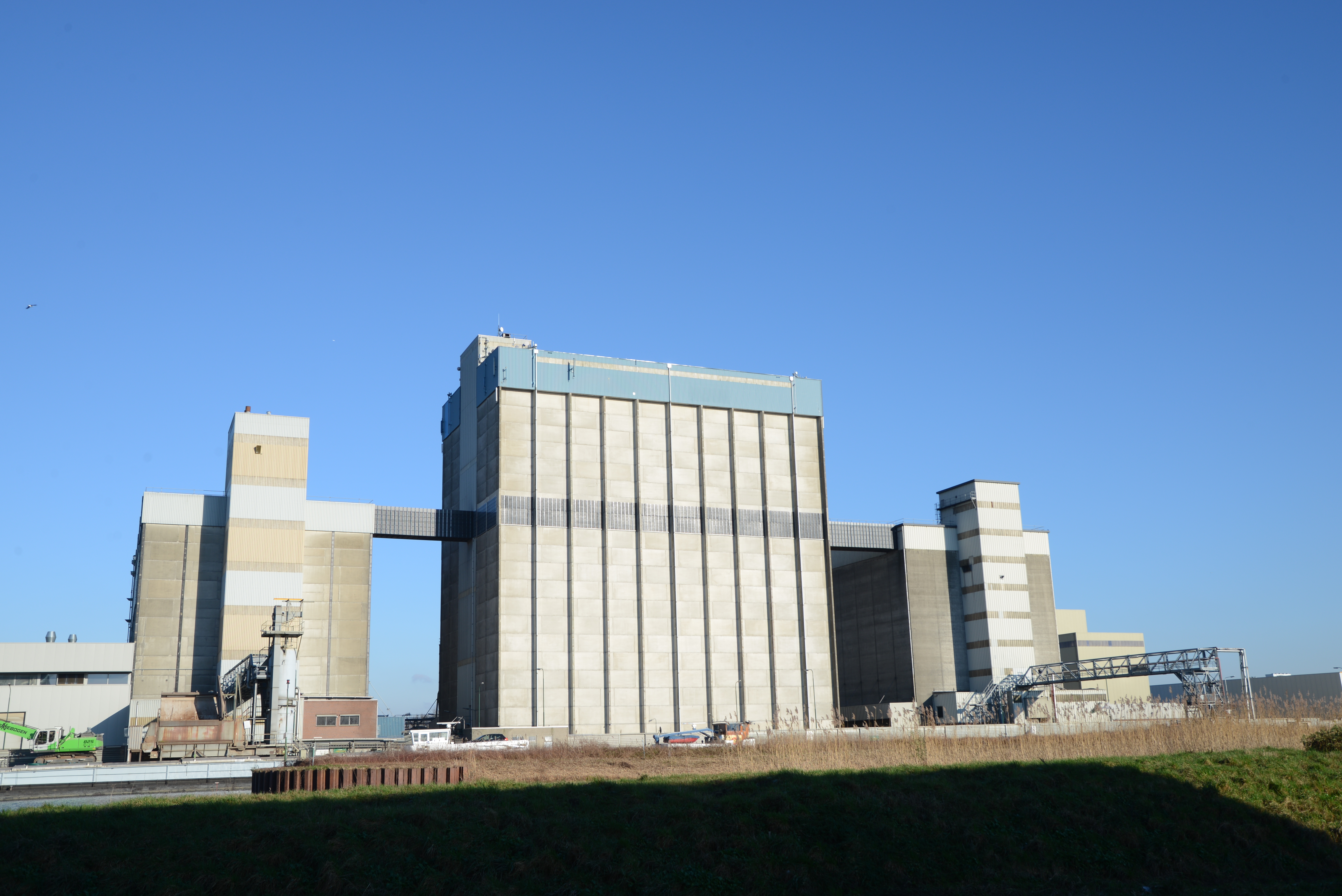
Agrifirm-CHV
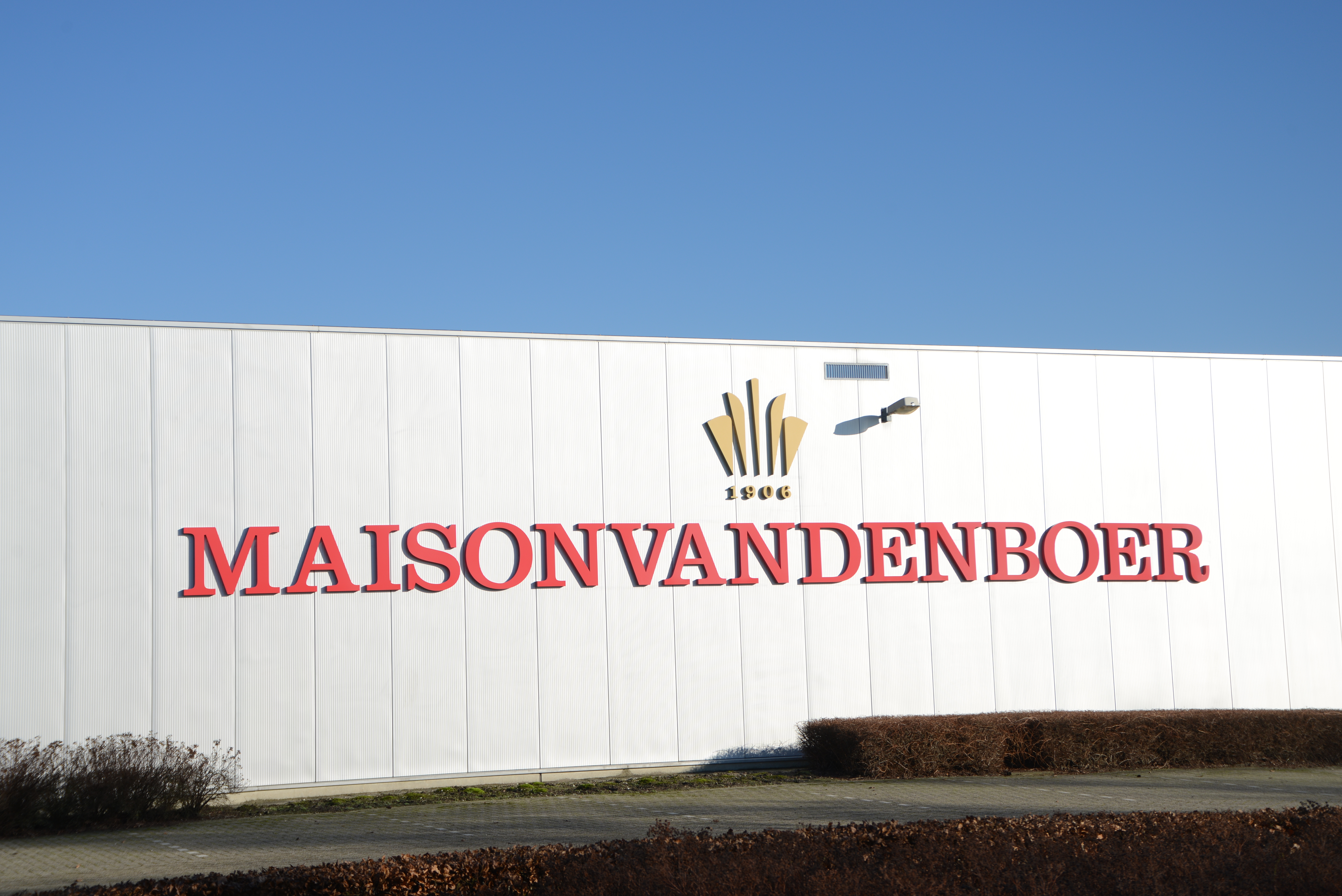
Koninklijke Maison van den Boer
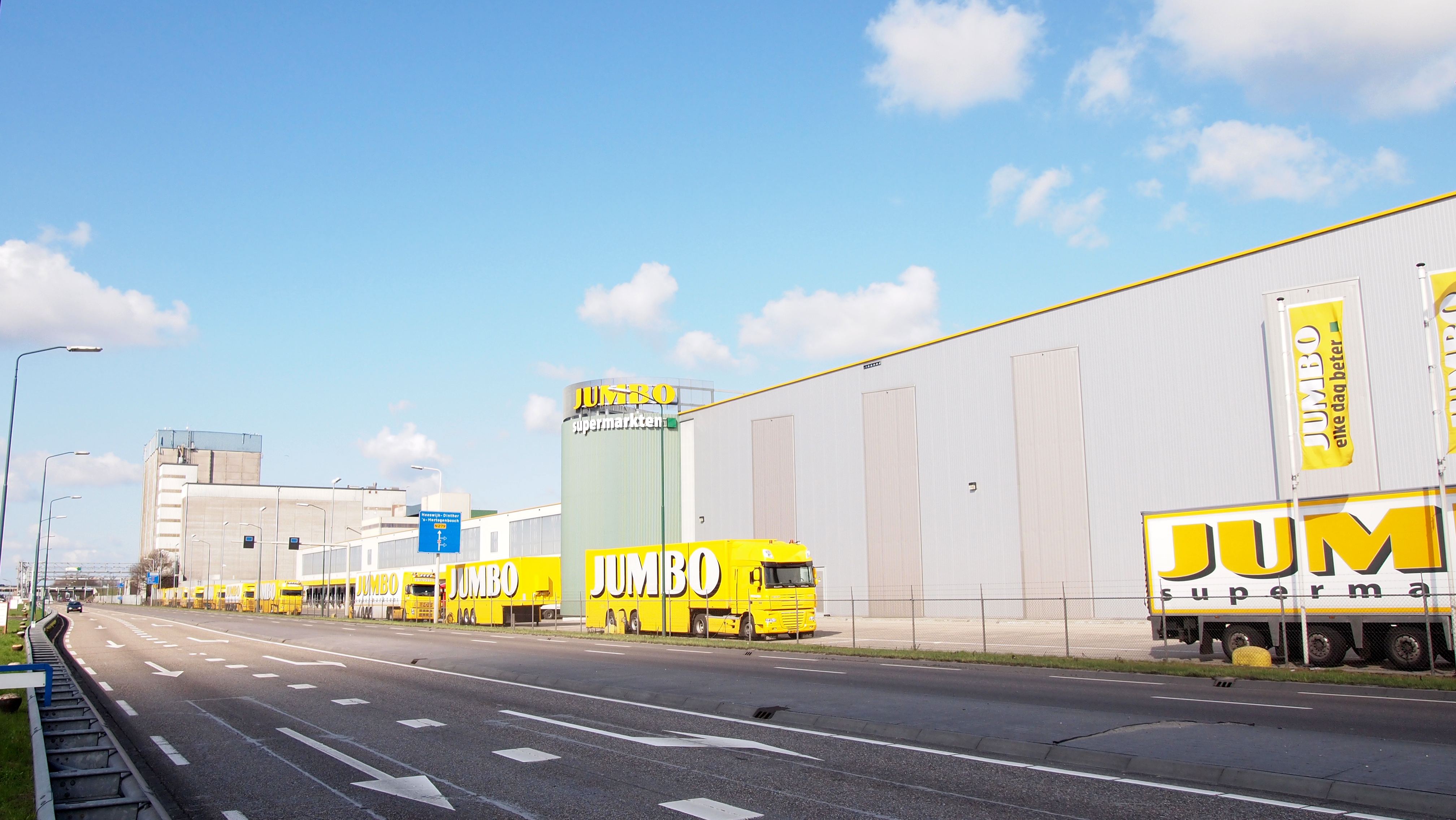
Jumbo Distributiecentrum gezien vanaf de N279
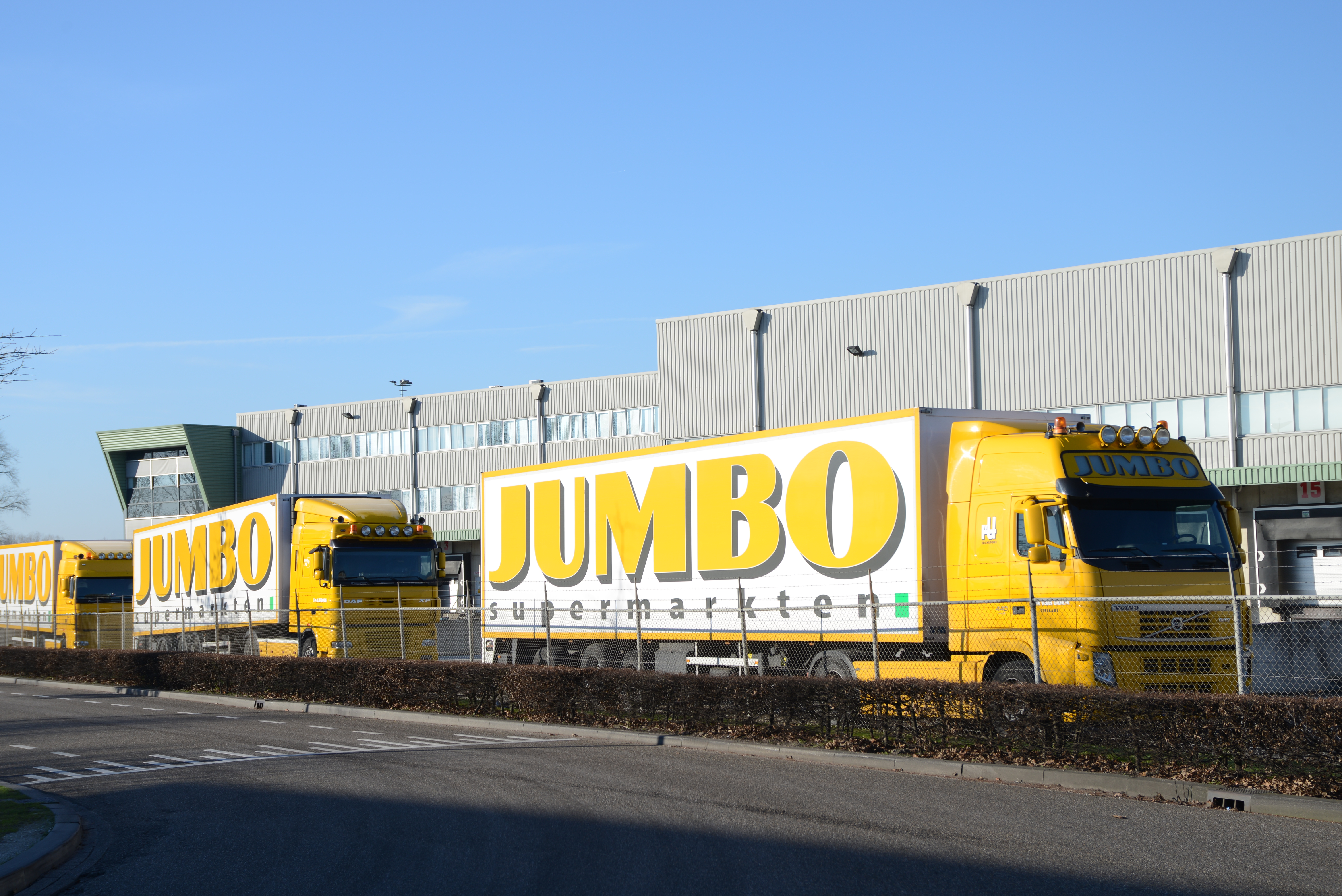
Jumbo Distributiecentrum gezien vanaf de Amert